# Hendrick’s

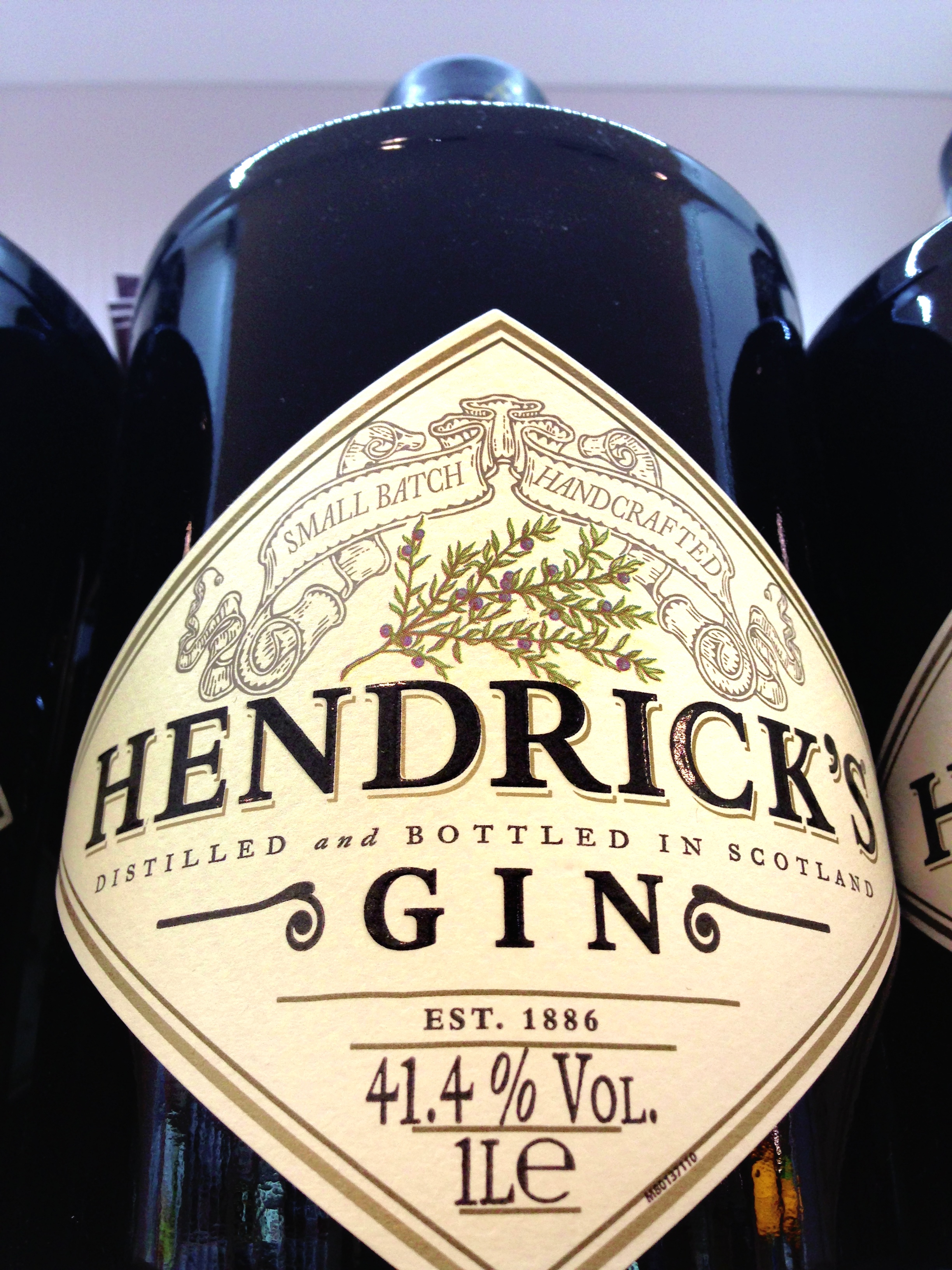
Etikett auf einer Literflasche Hendrick’s Gin (UK-Version mit 41,4 % vol.)

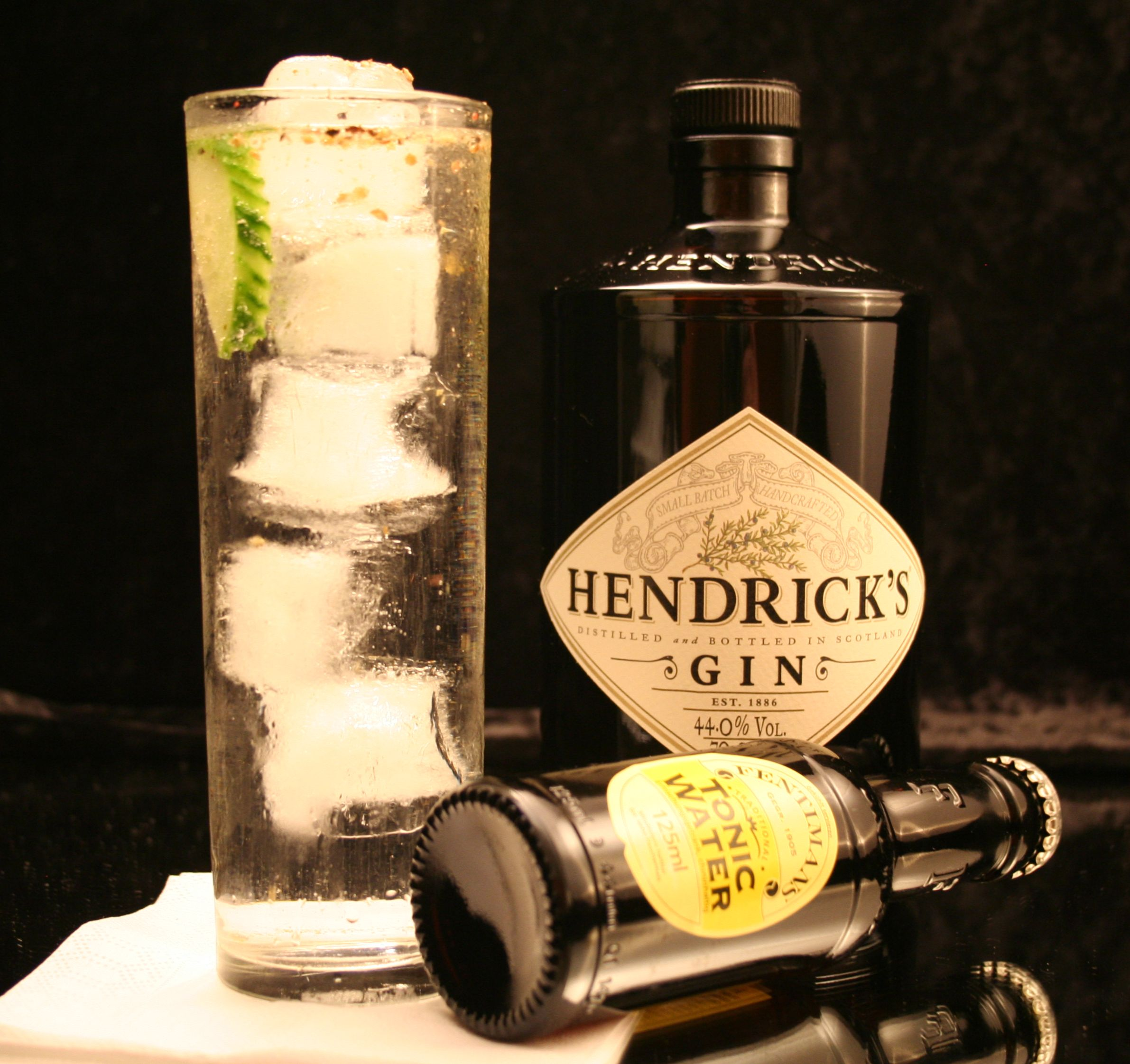
Hendrick’s Gin im Gin Tonic mit Gurke

Hendrick’s ist eine Marke für Gin. Die im Jahr 2000 zunächst auf dem US-Markt eingeführte Spirituose unterscheidet sich von klassischen Gins dadurch, dass das an sich Gin-typische Wacholder-Aroma nur schwach ausgeprägt ist. Charakteristisch ist die Aromatisierung mit Gurken- und Rosenblatt-Essenzen. Hersteller ist das vor allem durch seine Scotch Whiskys bekannte Unternehmen William Grant & Sons.

## Geschichte
Der Aufdruck „Est. 1886“ (abgekürzt für  englisch established ‚eingeführt‘, ‚gegründet‘) auf den Flaschen legt nahe, dass es sich um eine Rezeptur aus dem 19. Jahrhundert handle und der Gin eine entsprechend lange Tradition habe. Tatsächlich ist es lediglich das Jahr, in dem William Grant seine erste Whisky-Brennerei gründete und damit den Grundstein für das Unternehmen legte, welches Hendrick’s Gin heute produziert.
Die Geschichte von Hendrick’s begann jedoch erst Ende des 20. Jahrhunderts, als dem Whisky-Brenner David Steward, Master Blender in der zu William Grant & Sons gehörenden Destillerie Balvenie, bei einem Besuch im Garten von Janet Sheed Roberts, einer hochbetagten Enkelin des Firmengründers William Grant, bei einigen Gurkensandwiches und einem Glas Gin die Idee gekommen sein soll, einen Gin mit Gurke und Rosen zu aromatisieren. Unter der Federführung von Lesley Gracie und John Ross und in Zusammenarbeit mit dem Scotch Whisky Research Institute wurde in der Folge die Rezeptur des Gins entwickelt. „Wir hatten diese sehr britische Vorstellung von Leuten, die in ihrem Rosengärtchen einen Gin Tonic trinken und dazu Gurkensandwiches essen, und da haben wir gemerkt, wie gut diese Aromen zusammen und zum Gin passen,“ sagte Gracie 2014 in einem Interview. Für die Herstellung wurden zwei alte Brennblasen restauriert, die Charles Gordon, ein Urenkel des Firmengründers, bereits im Jahr 1966 auf einer Auktion erworben hatte: Eine kupferne Pot Still aus den 1860er Jahren, die so genannte „Bennet Still“, sowie eine 1948 gefertigte „Carter-Head Still“ des Herstellers John Dore & Co., von der es heute nur noch sehr wenige Exemplare gebe. Das Prinzip der Carter-Head-Brennblase geht auf die Carter-Head-Brüder zurück, Lehrlinge von Aeneas Coffey, der im 19. Jahrhundert die bekannte Column Still erfunden hatte.
Die Produktion begann 1999, die Markteinführung erfolgte im Jahr 2000 zunächst in den Vereinigten Staaten. Seit 2003 ist Hendrick’s auch in Großbritannien und Spanien erhältlich, gefolgt von weiteren Ländern wie Deutschland, wo der Gin durch die Campari Deutschland GmbH, ein Tochterunternehmen des italienischen Spirituosenkonzerns Davide Campari-Milano, vertrieben wird.

## Herstellung
Hendrick’s Gin wird in der Brennerei Girvan im Südwesten Schottlands unter Verwendung von Neutralalkohol und elf Kräutern und Gewürzen, den so genannten Botanicals (Pflanzenstoffen) hergestellt. Neben den klassischen Gin-Botanicals wie Wacholderbeeren, Koriandersamen, Engelwurz, Orangen- und Zitronenschalen sind dies Veilchenwurzel, Kamille, Pfefferbeeren, Holunder, Schafgarbe und Kümmel. Wie bei destillierten Gins üblich werden die Botanicals mit gebrannt, dies erfolgt jedoch beim Hendrick’s in zwei getrennten Prozessen in historischen, handwerklich betriebenen kupfernen Pot-Still-Brennblasen: Zum einen wird die ältere Bennet Still mit auf 55–60 % vol. verdünntem Neutralalkohol gefüllt, in dem die genannten Botanicals 24–36 Stunden lang ziehen und sodann zu einem Destillat mit anfangs 92 % vol., später ungefähr 75 % vol. gebrannt werden, welches einen schweren, öligen Charakter mit deutlicher Wacholdernote aufweist. Eine zweite Brennblase, die so genannte Carter-Head, wird ebenfalls mit Neutralalkohol und Wasser gefüllt (55–60 % vol.). Wieder werden die gleichen Botanicals verwendet, wenn auch mit anderen Mengenanteilen. Sie werden aber diesmal nicht in die Flüssigkeit im Kessel gegeben, sondern in einem Kupferkorb in die entstehenden Destillationsdämpfe gehängt, die so genannte vapour infusion method (Dampfinfusionsmethode, eine Form der Schleppdestilation). Die alkoholischen Dämpfe nehmen dabei vor allem die leichteren, süßen und floralen Aromen der Botanicals auf, so dass sich das Resultat – etwa 350 Liter „cut“ (Herzstück) mit etwa 80 % vol. – stark von dem aus dem Bennet-Kessel unterscheidet. Die beiden Destillate werden nun, angeblich zu ungefähr gleichen Teilen, miteinander verschnitten. Zur Aromatisierung werden schließlich Essenzen aus Damaszener-Rosen und holländischen Salatgurken verwendet und nachträglich hinzugefügt, da diese Botanicals die Hitze des Brennprozesses nicht überstehen würden. Das aus den Rosenblättern gepresste Öl wird dazu in Alkohol gelöst, die Gurken werden mit Wasser vermischt und deren Aromen bei 0 °C mit Hilfe einer Kaltdestillation („cold distillation“) extrahiert. Insgesamt erfolgt die Produktion in vergleichsweise kleinen Chargen von jeweils etwa 800 bis 1000 Litern. Das Wasser, mit dem der Gin auf die Trinkstärke von 44 % vol. (USA, Spanien und weitere Länder) verdünnt wird, stammt aus dem Penwhapple Reservoir in der Nähe der Destillerie. In anderen Ländern, darunter Großbritannien, wird Hendrick’s Gin mit einem leicht verringerten Alkoholgehalt von 41,4 % vol. angeboten.
Hendrick’s Gin ist ein destillierter Gin (distilled gin) im Sinn der EU-Spirituosenverordnung. Die Qualitätsstufe London Gin bzw. London Dry Gin wird hingegen nicht erreicht, da hier unter anderem eine nachträgliche Aromatisierung des Destillats ausgeschlossen ist, es müssten also ausnahmslos alle Botanicals bereits im Brennprozess verwendet werden. Hendrick’s gilt als Vertreter der „New Western Dry Gins“. Zu dieser gesetzlich nicht näher definierten Gruppe werden Gins gezählt, bei denen der klassische und eigentlich Gin-typische Wacholdergeschmack hinter anderen Aromen zurücktritt.
Hendrick’s wird auch in folgenden Varianten angeboten:
- Hendrick’s Orbium mit                            nachträglich hinzugefügten  Extrakten von blauem Lotus, Wermut und Chinarinde.

- Hendrick’s Midsummer Solstice,

destilliert mit Blüten.
- Hendrick’s Lunar

- Hendrick’s Amazonia mit exotischen Botanicals.

## Marketing

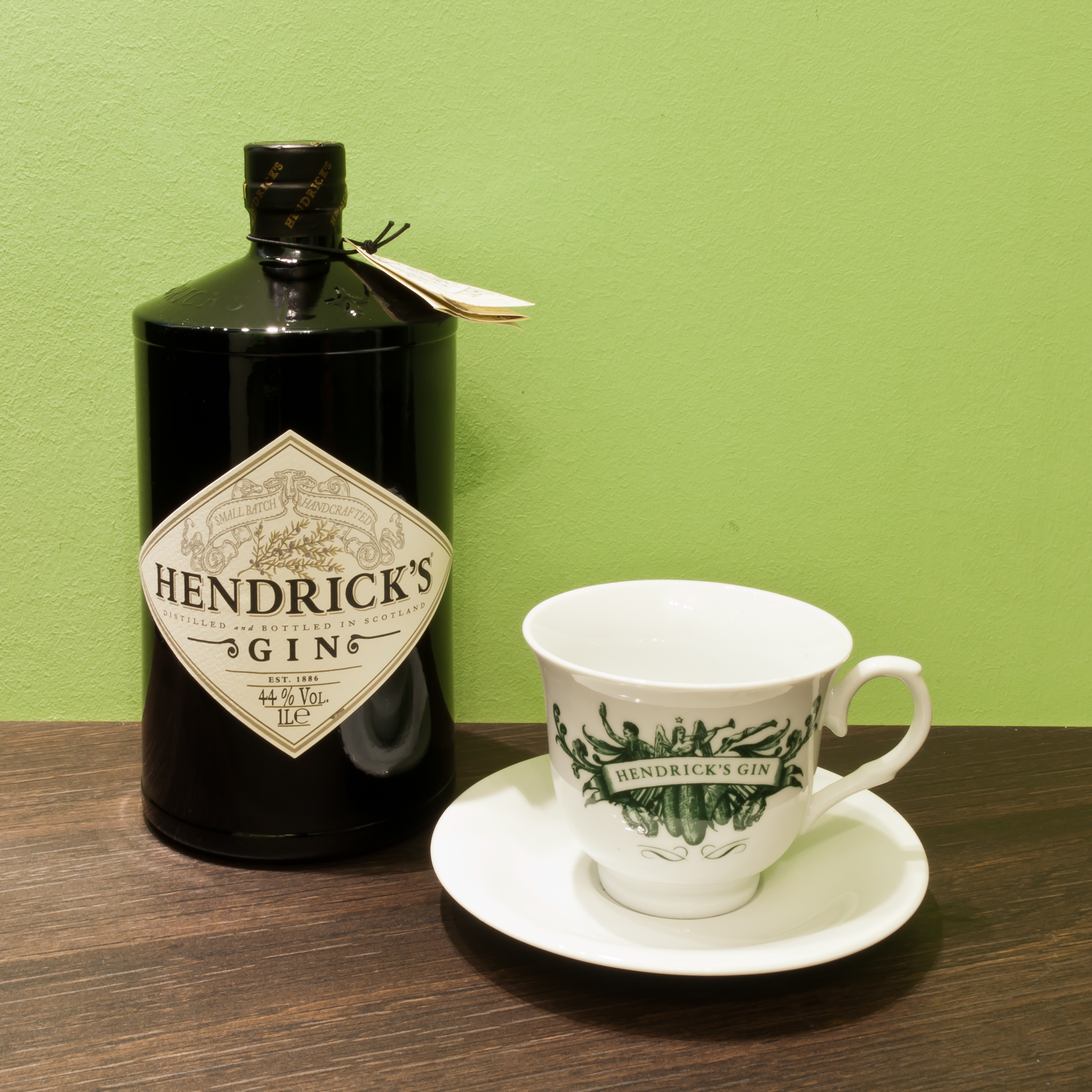
1-Liter-Flasche Hendrick’s Gin (Version für den deutschen Markt mit 44 % vol.) mit Teetasse

Der Markenauftritt wurde von der US-amerikanischen Firma Quaker City Mercantile entwickelt. Er ist geprägt von einer starken Betonung vermeintlich britischer Eigenschaften wie Exzentrik und Verschrobenheit, zum Beispiel durch die Werbeslogans „A most unusual gin“ (ein höchst ungewöhnlicher Gin) und „It is not for everyone“ („Nichts für jedermann“), Rückgriffen auf das viktorianische Zeitalter und Stilelemente des Steampunk. Die Form der Flasche aus dunkelbraun gefärbtem Glas mit Korkstopfen erinnert an historische Apothekerflaschen. Auf der Website und in Imagefilmen werden Illustrationen verwendet, die wie Kupferstiche aus dem 19. Jahrhundert wirken und an die Schnittfiguren in Animationen von Monty Python erinnern, Werbefilme sind gestalterisch zum Teil an frühe Stummfilme angelehnt und immer wieder kommen gezeichnete Gurken vor. Auf Marketing-Events des Unternehmens wurden Martinis mit Hendrick’s Gin in Teetassen statt wie üblich in Cocktailschalen serviert. Als Signature Drink gilt der Hendrick’s Gin Tonic, welcher nicht wie üblich mit Zitronenschale, sondern mit Gurkenscheiben garniert wird.

## Rezeption
Hendrick’s Gin war bei seiner Markteinführung im Jahr 2000 einer der ersten „Premium-Gins“ im oberen Preissegment und soll maßgeblich zum Gin-Boom zu Beginn des 21. Jahrhunderts beigetragen haben. Auf der San Francisco Spirits Competition erreichte das Produkt im Jahr der Markteinführung eine Goldmedaille, der Cocktailhistoriker David Wondrich bezeichnete es als einflussreichsten Gin der letzten 25 Jahre, das Wall Street Journal vergab 2007 den Titel „World’s Best Gin“.